# Frederikke Vilhelmine af Preussen
Prinsesse Friederike Vilhelmine af Preussen (30. september 1796 – 1. januar 1850) var en preussisk prinsesse og datter af prins Ludvig Karl af Preussen og Frederikke af Mecklenburg-Strelitz. Hun var medlem af huset Hohenzollern. Ved sit ægteskab med Leopold 4. hertug af Anhalt-Dessau, blev hun hertuginde af Anhalt-Dessau.

## Familie
Friederike var det yngste barn og eneste datter af prins Ludvig Karl af Preussen og hans kone Frederikke af Mecklenburg-Strelitz. Hendes far var en yngre søn af Frederik Vilhelm 2. af Preussen. Som følge af hendes mors senere ægteskaber, have Frederike mange halvsøskende, herunder George 5. af Hannover.

## Ægteskab og børn
Frederikke giftede sig d. 18. april 1818 med Leopold 4. hertug af Anhalt i Berlin. De havde været forlovet siden den 17. maj 1816, da deres ægteskab allerede var arrangeret af det preussiske hof. Dette dynastiske ægteskab var et udtryk for Leopolds pro-preusiske politik.
De fik seks børn:
| Navn                                | Fødsel             | Død               | Noter                                                              |
| ----------------------------------- | ------------------ | ----------------- | ------------------------------------------------------------------ |
| Prinsesse Frederikka Amalie Auguste | 28. november 1819  | 11. December 1822 |                                                                    |
| Prinsesse Frederikka Amalie Agnes   | 24. juni 1824      | 23. oktober 1897  | Ægtede d. 23. april 1853 Ernst 1. hertug af Sachsen-Altenburg      |
| En søn                              | 3. august 1825     | 3. august 1825    | han var enten dødfødt eller døde kort efter fødslen.               |
| En søn                              | 3. november 1827   | 3. november 1827  | han var enten dødfødt eller døde kort efter fødslen.               |
| Frederik 1. Hertug af Anhalt        | 29. april 1831     | 24. januar 1904   | Ægtede d. 22. april 1854 prinsesse Antoinette af Sachsen-Altenburg |
| Prinsesse Maria Anna                | 14. september 1837 | 12. maj 1906      | Ægtede d. 29. november 1854 prins Frederik Karl af Preussen        |

Frederica døde den 1. Januar 1850 i Dessau. Leopold døde 21 år senere, den 22. maj 1871.